# Liste der Fahnenträger der äthiopischen Mannschaften bei Olympischen Spielen
Die Liste der Fahnenträger der äthiopischen Mannschaften bei Olympischen Spielen listet chronologisch alle Fahnenträger äthiopischen Mannschaften bei den Eröffnungs- (EF) und Abschlussfeiern (AF) Olympischer Spiele auf.

## Liste der Fahnenträger
| Mannschaft             | Veranstaltung | Fahnenträger (EF)      | Fahnenträger (AF) |
| ---------------------- | ------------- | ---------------------- | ----------------- |
| 1956 in Melbourne      | Sommerspiele  |                        |                   |
| 1960 in Rom            | Sommerspiele  |                        |                   |
| 1964 in Tokio          | Sommerspiele  | Abebe Bikila           | Abebe Bikila      |
| 1968 in Mexiko-Stadt   | Sommerspiele  | Abebe Bikila           |                   |
| 1972 in München        | Sommerspiele  | Mamo Wolde             |                   |
| 1980 in Moskau         | Sommerspiele  |                        | Miruts Yifter     |
| 1992 in Barcelona      | Sommerspiele  |                        |                   |
| 1996 in Atlanta        | Sommerspiele  | Fita Bayissa           |                   |
| 2000 in Sydney         | Sommerspiele  | Derartu Tulu           |                   |
| 2004 in Athen          | Sommerspiele  | Abel Aferalign         | Zeresenai Tadesse |
| 2006 in Turin          | Winterspiele  | Robel Teklemariam      | Robel Teklemariam |
| 2008 in Peking         | Sommerspiele  | (T) Miruts Yifter      | Kenenisa Bekele   |
| 2010 in Vancouver      | Winterspiele  | Robel Teklemariam      | Robel Teklemariam |
| 2012 in London         | Sommerspiele  | Yanet Seyoum           | Tirunesh Dibaba   |
| 2016 in Rio de Janeiro | Sommerspiele  | Robel Kiros Habte      | Almaz Ayana       |
| 2020 in Tokio          | Sommerspiele  | Abdelmalik Muktar      | Selemon Barega    |
| 2024 in Paris          | Sommerspiele  | Lina Alemayehu Selo    | Tigist Assefa     |
| 2024 in Paris          | Sommerspiele  | Misgana Wakuma Fekansa | Tamirat Tola      |

Anmerkung: (EF) = Eröffnungsfeier, (AF) = Abschlussfeier, (T) = Trainer

## Statistik
| Rang    | Sportart       | EF | AF | ∑  |
| ------- | -------------- | -- | -- | -- |
| 1       | Leichtathletik | 6  | 9  | 15 |
| 2       | Schwimmen      | 4  | 0  | 4  |
| 3       | Boxen          | 1  | 0  | 1  |
| 3       | Offizieller    | 1  | 0  | 1  |
| Gesamt: | Gesamt:        | 12 | 9  | 21 |

| Rang    | Sportart    | EF | AF | ∑ |
| ------- | ----------- | -- | -- | - |
| 1       | Skilanglauf | 2  | 2  | 4 |
| Gesamt: | Gesamt:     | 2  | 2  | 4 |

| Rang    | Sportart       | EF | AF | ∑  |
| ------- | -------------- | -- | -- | -- |
| 1       | Leichtathletik | 6  | 9  | 15 |
| 2       | Skilanglauf    | 2  | 2  | 4  |
| 2       | Schwimmen      | 4  | 0  | 4  |
| 4       | Boxen          | 1  | 0  | 1  |
| 4       | Offizieller    | 1  | 0  | 1  |
| Gesamt: | Gesamt:        | 14 | 11 | 25 |